# Любуша (Дечани)
Любуша (серб. Љубуша, Ljubuša; алб. Lëbushë) — село в общине Дечани в исторической области Метохия. С 2008 года находится под контролем частично признанной Республики Косово.

## Административная принадлежность
| Сербская позиция                                                                 | Албанская позиция                                            |
| -------------------------------------------------------------------------------- | ------------------------------------------------------------ |
| входит в общину Дечани Печского округа автономного края Косово и Метохия, Сербия | входит в общину Дечани Джяковицкого округа Республики Косово |

## Население
Согласно переписи населения 1981 года в селе проживало 862 человека, 861 из них — албанцы.
Согласно переписи населения 2011 года в селе проживало 1145 человек: 588 мужчин и 557 женщин; 1144 албанца и 1 лицо, не указавшее национальность.
| Численность населения | Численность населения | Численность населения | Численность населения | Численность населения | Численность населения | Численность населения |
| 1948                  | 1953                  | 1961                  | 1971                  | 1981                  | 1991                  | 2011                  |
| --------------------- | --------------------- | --------------------- | --------------------- | --------------------- | --------------------- | --------------------- |
| 380                   | 443                   | 507                   | 597                   | 862                   | 1036                  | 1145                  |